# Turritopsis dohrnii
Turritopsis dohrnii is een hydroïdpoliep uit de familie Oceaniidae. De poliep komt uit het geslacht Turritopsis. Turritopsis dohrnii werd in 1883 voor het eerst wetenschappelijk beschreven door Weissmann. 
Van de soort wordt gezegd dat deze biologisch onsterfelijk is, omdat de meduse (volgroeide en mobiele kwal) aan het einde van het leven terug kan keren naar de poliepfase om later weer uit te groeien tot een kwal.
Turritopsis dohrnii is zo'n 4,5 mm groot, dat is ongeveer de grootte van een pinknagel. De soort leeft in alle wereldzeeën.
Hij wordt ook de onsterfelijke kwal genoemd.